# ソフト (バンド)
ソフト（Soft）は、アメリカのロック・バンド。2003年に結成。

## 略歴
バンド結成以前に、ボーカルのジョニー・レイネックはミネソタ大学ツインシティー校で「The Siren Six!」というバンドで演奏し、卒業後は大阪でノイズ／アヴァンギャルド系のレーベルである「Japan Overseas Records」のスタッフを務めながら自身もアヴァンギャルド系の音楽をプレイしていた。レイネックはビザの期限が切れたのを期にニューヨークに向かい、ソフトを結成した。
2005年11月にプロモーション用としてリリースされたセルフタイトルEP『Soft』がリリースされ全米最高4位を記録するなど注目を集める。2006年3月に日本先行発売のファースト・アルバム『Hot Club and the Smoke Machine』をリリースするが、所属レーベルのマネジメントとの契約問題により日本以外でのリリースが見送られる。その後も地元で細々とライブ活動を続けていたが、「Academy Fight Song」と契約し、2007年11月にアルバム『Gone Faded』で世界デビューを果たした。

## メンバー
- ジョニー・レイネック (John Reineck) – ボーカル
- サム・ウィーラー (Sam Wheeler) – ギター
- ヴィンセント・ペリーニ (Vincent Perini) – ギター
- ディーノ・シャンポス (Dino Siampos) – ベース
- クリス・コーリー (Chris Colley) – ドラム）

## ディスコグラフィ

### アルバム
- 『ホット・クラブ・アンド・ザ・スモーク・マシーン』 - Hot Club and the Smoke Machine (2006年) ※日本限定
- 『ゴーン・フェイデッド』 - Gone Faded (2007年)
- 『ドッグス』 - Dogs (2011年)